# العلاقات الجيبوتية الكندية
العلاقات الجيبوتية الكندية هي العلاقات الثنائية التي تجمع بين جيبوتي وكندا.

## مقارنة بين البلدين
هذه مقارنة عامة ومرجعية للدولتين:
| وجه المقارنة                                              | جيبوتي                    | كندا                     |
| --------------------------------------------------------- | ------------------------- | ------------------------ |
| المساحة (كم2)                                             | 23.20 ألف                 | 9.98 مليون               |
| عدد السكان (نسمة)                                         | 956.99 ألف                | 35.70 مليون              |
| الكثافة السكانية (ن./كم²)                                 | 41.25                     | 3.58                     |
| العاصمة                                                   | جيبوتي                    | أوتاوا                   |
| اللغة الرسمية                                             | لغة فرنسية، اللغة العربية | لغة إنجليزية، لغة فرنسية |
| العملة                                                    | فرنك جيبوتي               | دولار كندي               |
| الناتج المحلي الإجمالي (بليون دولار)                      | 1.84 مليار                | 1.65 تريليون             |
| الناتج المحلي الإجمالي (تعادل القوة الشرائية) بليون دولار | 3.10 مليار                | 1.59 تريليون             |
| الناتج المحلي الإجمالي الاسمي للفرد دولار أمريكي          | 1.95 ألف                  | 43.25 ألف                |
| الناتج المحلي الإجمالي للفرد دولار أمريكي                 | 3.27 ألف                  | 45.07 ألف                |
| مؤشر التنمية البشرية                                      | 0.470                     | 0.913                    |
| رمز المكالمات الدولي                                      | +253                      | +1                       |
| رمز الإنترنت                                              | .dj                       | .ca                      |
| المنطقة الزمنية                                           | ت ع م+03:00               |                          |

## مدن متوأمة
في ما يلي قائمة باتفاقيات التوأمة بين مدن جيبوتية وكندية:
- ترتبط علي صبيح مع كاملوبس باتفاقية توأمة.

## منظمات دولية مشتركة
يشترك البلدان في عضوية مجموعة من المنظمات الدولية، منها:
| علم المنظمة | اسم المنظمة                        | تاريخ انضمام جيبوتي | تاريخ انضمام كندا |
| ----------- | ---------------------------------- | ------------------- | ----------------- |
|             | مؤسسة التنمية الدولية              | 1 أكتوبر 1980       | 24 سبتمبر 1960    |
|             | البنك الإفريقي للتنمية             | ?                   | ?                 |
|             | يونسكو                             | 31 أغسطس 1989       | 4 نوفمبر 1946     |
|             | مؤسسة التمويل الدولية              | 1 أكتوبر 1980       | 20 يوليو 1956     |
|             | منظمة حظر الأسلحة الكيميائية       | ?                   | ?                 |
|             | الأمم المتحدة                      | 20 سبتمبر 1977      | 9 نوفمبر 1945     |
|             | الاتحاد الدولي للاتصالات           | 22 نوفمبر 1977      | 1 يوليو 1908      |
|             | منظمة الشرطة الجنائية الدولية      | ?                   | ?                 |
|             | البنك الدولي للإنشاء والتعمير      | 1 أكتوبر 1980       | 27 ديسمبر 1945    |
|             | الاتحاد البريدي العالمي            | ?                   | ?                 |
|             | وكالة ضمان الاستثمار متعدد الأطراف | 12 يناير 2007       | 12 أبريل 1988     |
|             | منظمة التجارة العالمية             | ?                   | ?                 |

## وصلات خارجية
- موقع وزارة الخارجية الكندية